# Daïras de la wilaya de Tébessa
La wilaya de Tébessa est composée de douze daïras (circonscriptions administratives), comprenant chacune plusieurs communes, pour un total de vingt-huit communes.

## Liste de daïras

Daïras de la wilaya de Tébessa :
1. Tébessa
2. El Kouif
3. Morsott
4. El Ma Labiodh
5. El Aouinet
6. Ouenza
7. Bir Mokkadem
8. Bir El-Ater
9. El Ogla
10. Oum Ali
11. Negrine
12. Cheria

| Daïra         | Nombre de communes | Communes                                   | Superficie (km²) | Population (hab.) |
| ------------- | ------------------ | ------------------------------------------ | ---------------- | ----------------- |
| Tébessa       | 1                  | Tébessa                                    | 184              | 196 537           |
| El Kouif      | 3                  | Bekkaria, Boulhaf Dir, El Kouif            | 577              | 31 977            |
| Morsott       | 2                  | Bir Dheb, Morsott                          | 575              | 24 419            |
| El Ma Labiodh | 2                  | El Houidjbet, El Ma Labiodh                | 602              | 16 168            |
| El Aouinet    | 2                  | Boukhadra, El Aouinet                      | 624              | 32 383            |
| Ouenza        | 3                  | Aïn Zerga, El Meridj, Ouenza               | 717              | 84 620            |
| Bir Mokkadem  | 3                  | Hammamet, Guorriguer, Bir Mokkadem         | 842              | 38 470            |
| Bir el-Ater   | 2                  | Ogla Melha, Bir el-Ater                    | 2 552            | 83 626            |
| El Ogla       | 4                  | El Mezeraa, Bedjene, Stah Guentis, El Ogla | 1 941            | 27 212            |
| Oum Ali       | 2                  | Safsaf El Ouesra, Oum Ali                  | 665              | 9 818             |
| Negrine       | 2                  | Ferkane, Negrine                           | 2 507            | 14 815            |
| Cheria        | 2                  | Tlidjene, Cheria                           | 2 092            | 85 600            |